# Tokaj-Hegyalja

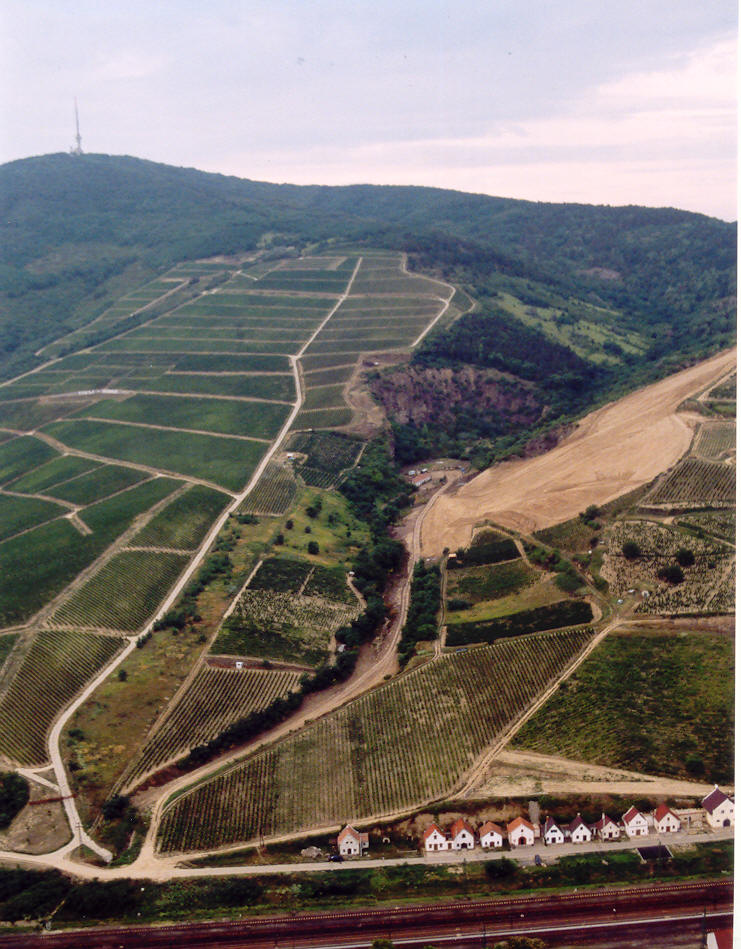
Weinberge im Weinbaugebiet Tokaj-Hegyalja.

Lage des Weinbaugebietes Tokaj-Hegyalja (rot) im Nordosten von Ungarn.

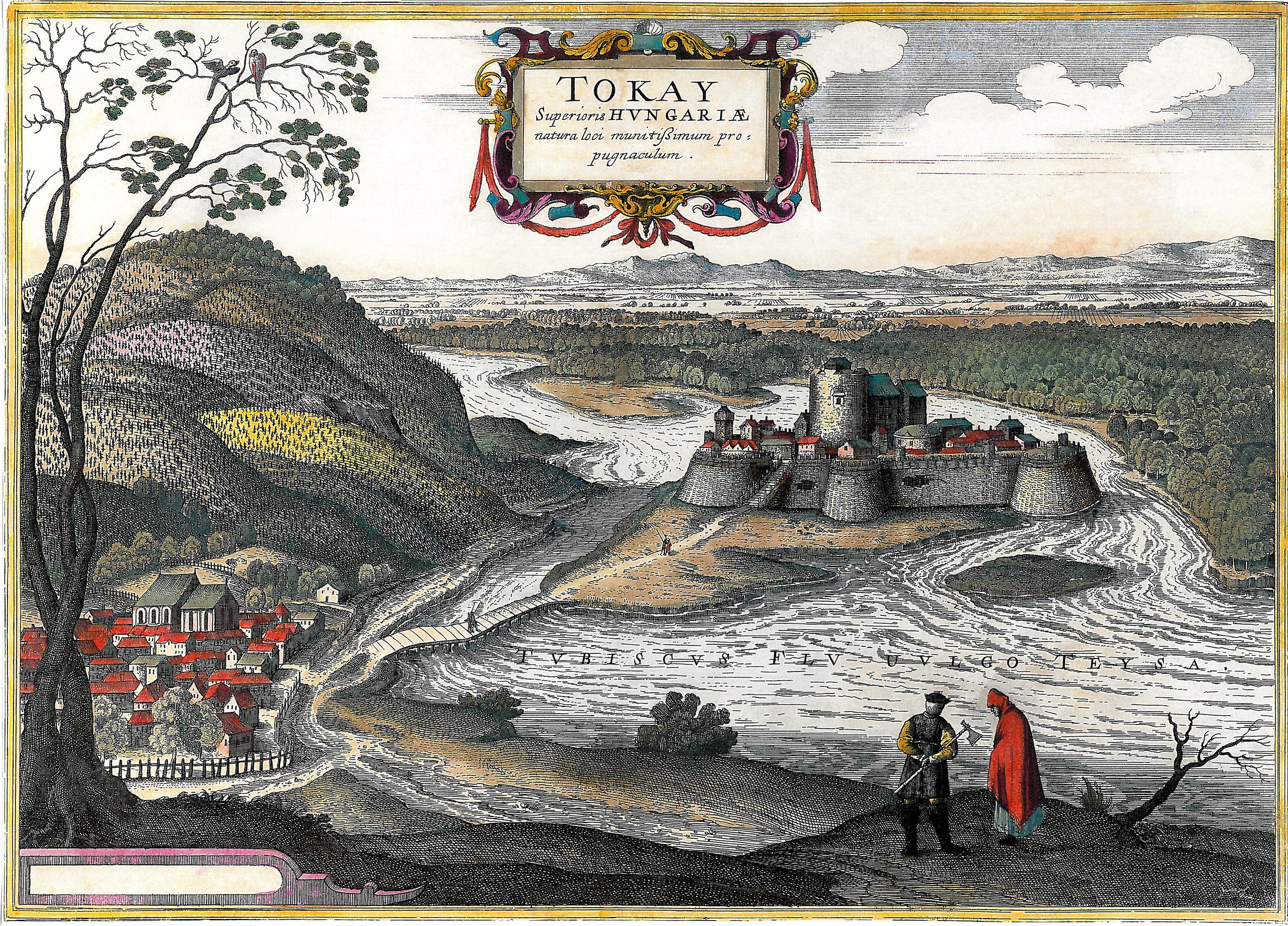
Weinberge von Tokaj in der 2. Hälfte des 16. Jahrhunderts. Graphik von Georg Hoefnagel.

Tokaj-Hegyalja [ˈtokɒj ˈhɛɟɒljɒ] (deutsch „Tokaj-Untergebirge“) ist die ungarische geologische und geographische Bezeichnung eines bestimmten ungarischen Gebietes etwa nördlich der Stadt Tokaj und gleichzeitig die Bezeichnung des ungarischen Tokajer Weingebietes, in dem der berühmte Süßwein Tokajer angebaut wird. Es handelt sich im Wesentlichen um die Hänge des Zempléni-hegység (= Tokajer Gebirge; früher „Eperies-Tokajer Erzgebirge“ genannt). 
Im allgemeinen Sprachgebrauch wird der Begriff Tokaj-Hegyalja heutzutage in Ungarn auch als Bezeichnung für das Weinbaugebiet, offiziell Tokaji borvidék (Tokajer Weingebiet), verwendet. Dieses Weinbaugebiet besteht aus 28 Weinbaugemeinden, die etwa 5800 Hektar Rebland pflegen, das ausschließlich mit Weißweinsorten bepflanzt ist.
Auch die Slowakei darf ihre Region als Weinregion Tokaj bezeichnen, da eine Klage von Ungarn von der EU abgewiesen wurde.
Die Ungarn bezeichnen die Region Tokaj-Hegyalja auch als das Tor zwischen den Karpaten und der Puszta in der Großen Ungarischen Tiefebene. Im Jahre 2002 erklärte die UNESCO Tokaj-Hegyalja als Kulturlandschaft zum Weltkulturerbe.